# Нереальная реальность: путешествие по квантовой петле
Нереальная реальность: путешествие по квантовой петле (итал. La realtà non è come ci appare. La struttura elementare delle cose) ―  научно-популярная иллюстрированная книга итальянского физика Карло Ровелли. Впервые книга была опубликована на итальянском языке в 2014 году (до книги того же автора «Семь кратких уроков по физике»). На английском языке книга была опубликована в 2016 году.

## Содержание
В этой книге автор обсуждает квантовую гравитацию. В первых главах книги Карло Ровелли рассказывает историю и эволюцию квантовой гравитации. Повествование идёт, начиная с философа Демокрита и заканчивая идеями английского учёного Исаака Ньютона и, в конечном итоге, великого физика Альберта Эйнштейна.
Карло Ровелли выдвигает теорию, согласно которой квантовая гравитация приносит великое единство во Вселенную. Затем Ровелли заявляет, что пространство и время, волны и частицы, энергия и материя ― это по сути одно и то же. После этого Ровелли пытается опровергнуть концепции непрерывности и бесконечности.

## Издание в России
Книга была переведена на русский язык и вышла в свет в издательстве «Питер» в 2020 году. ISBN 978-5-4461-1082-7.